# Agricoltura intensiva

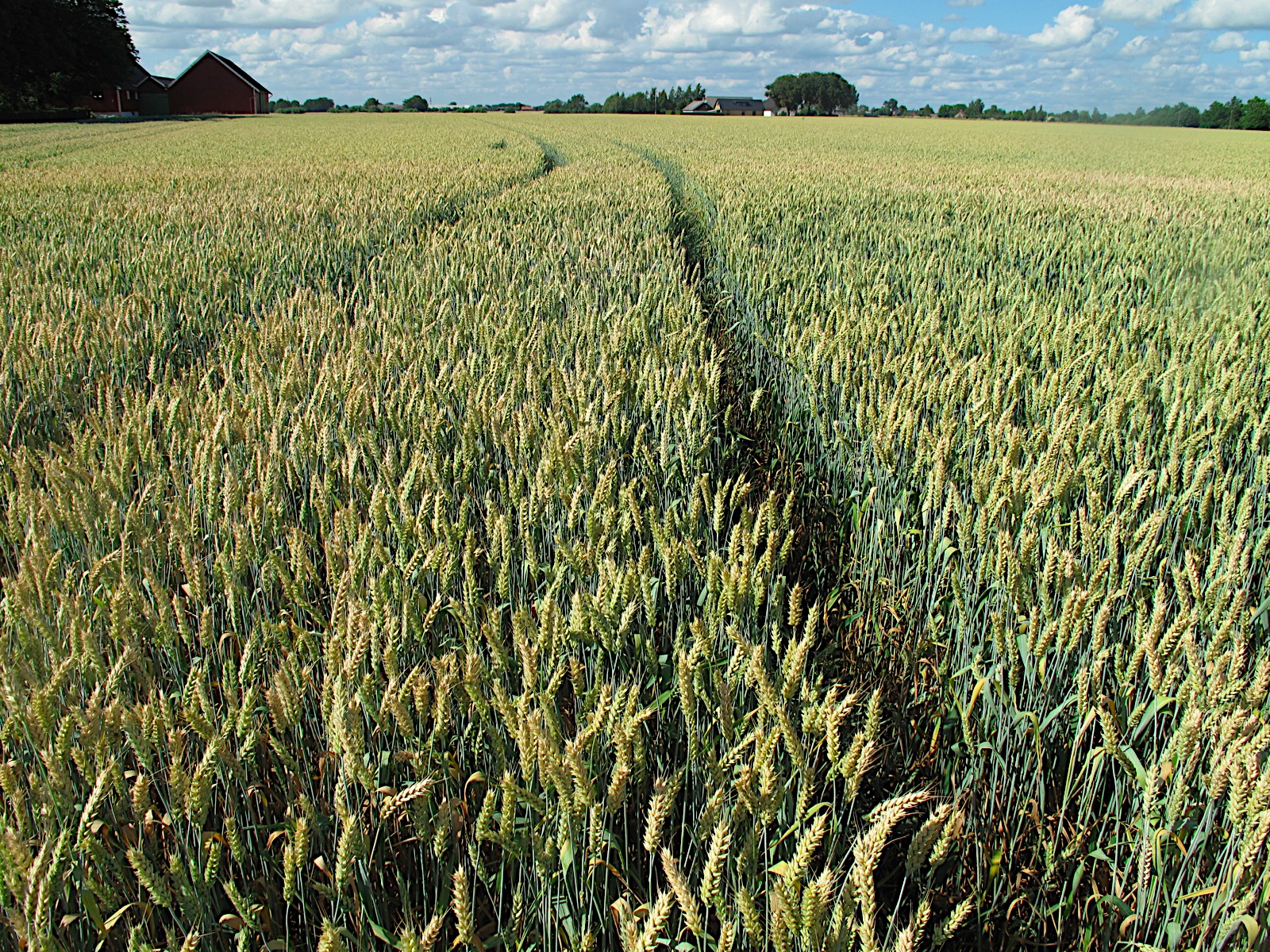
Coltivazione intensiva di grano a Lund, Svezia.

L'agricoltura intensiva è un tipo di agricoltura che si propone di sfruttare al massimo la capacità produttiva del terreno.
La maggior parte dell’agricoltura commerciale è intensiva in uno o più modi. Le forme che fanno molto affidamento sui metodi industriali sono spesso chiamate agricoltura industriale, caratterizzata da tecnologie progettate per aumentare la resa. Le tecniche includono la semina di più raccolti all'anno, la riduzione della frequenza degli anni a maggese, il miglioramento delle cultivar, l'agricoltura meccanizzata, controllata da un'analisi maggiore e più dettagliata delle condizioni di crescita, inclusi tempo, suolo, acqua, erbe infestanti e parassiti. I metodi moderni comportano spesso un maggiore utilizzo di input non biotici, come fertilizzanti, regolatori della crescita delle piante, pesticidi e antibiotici per il bestiame. Gli allevamenti intensivi sono diffusi nei paesi sviluppati e sempre più diffusi in tutto il mondo. La maggior parte della carne, dei latticini, delle uova, della frutta e della verdura disponibili nei supermercati sono prodotti da tali aziende agricole.
Alcune aziende agricole intensive possono utilizzare metodi sostenibili, anche se ciò in genere richiede maggiori input di manodopera o rendimenti inferiori. Aumentare in modo sostenibile la produttività agricola, soprattutto nelle piccole aziende agricole, è un modo importante per ridurre la quantità di terra necessaria per l’agricoltura e rallentare e invertire il degrado ambientale attraverso processi come la deforestazione.
L'allevamento intensivo prevede un gran numero di animali allevati su terreni limitati, ad esempio mediante pascolo a rotazione o talvolta come operazioni concentrate di alimentazione degli animali. Questi metodi aumentano la resa di cibo e fibre per acro rispetto all'allevamento estensivo di animali; essi si spostano raramente e gli viene somministrato mangime concentrato oppure, con il pascolo a rotazione, gli animali vengono spostati ripetutamente al foraggio fresco.

## Descrizione
Alle origini, la coltura intensiva si basava sulla fertilità di alcuni suoli, associata a climi favorevoli, acqua per l'irrigazione e manodopera per la raccolta il che rendeva possibile ottenere elevate rese. Un esempio normale/classico di coltura intensiva di questo tipo si è avuto nei tempi degli antichi Egizi nella valle del Nilo.
L'affermazione generalizzata della agricoltura intensiva si ha definitivamente solo nell'Inghilterra del XVII secolo con la nascita delle aziende agrarie capitalistiche durante la seconda rivoluzione agricola e da lì prese piede anche nelle altre nazioni europee.
Nell'agricoltura intensiva moderna il maggiore sfruttamento è dato dall'utilizzo di innovazioni tecnologiche, di fertilizzanti e antiparassitari chimici, nonché di macchinari adatti a rendere più rapidi i processi di lavorazione.

## Storia

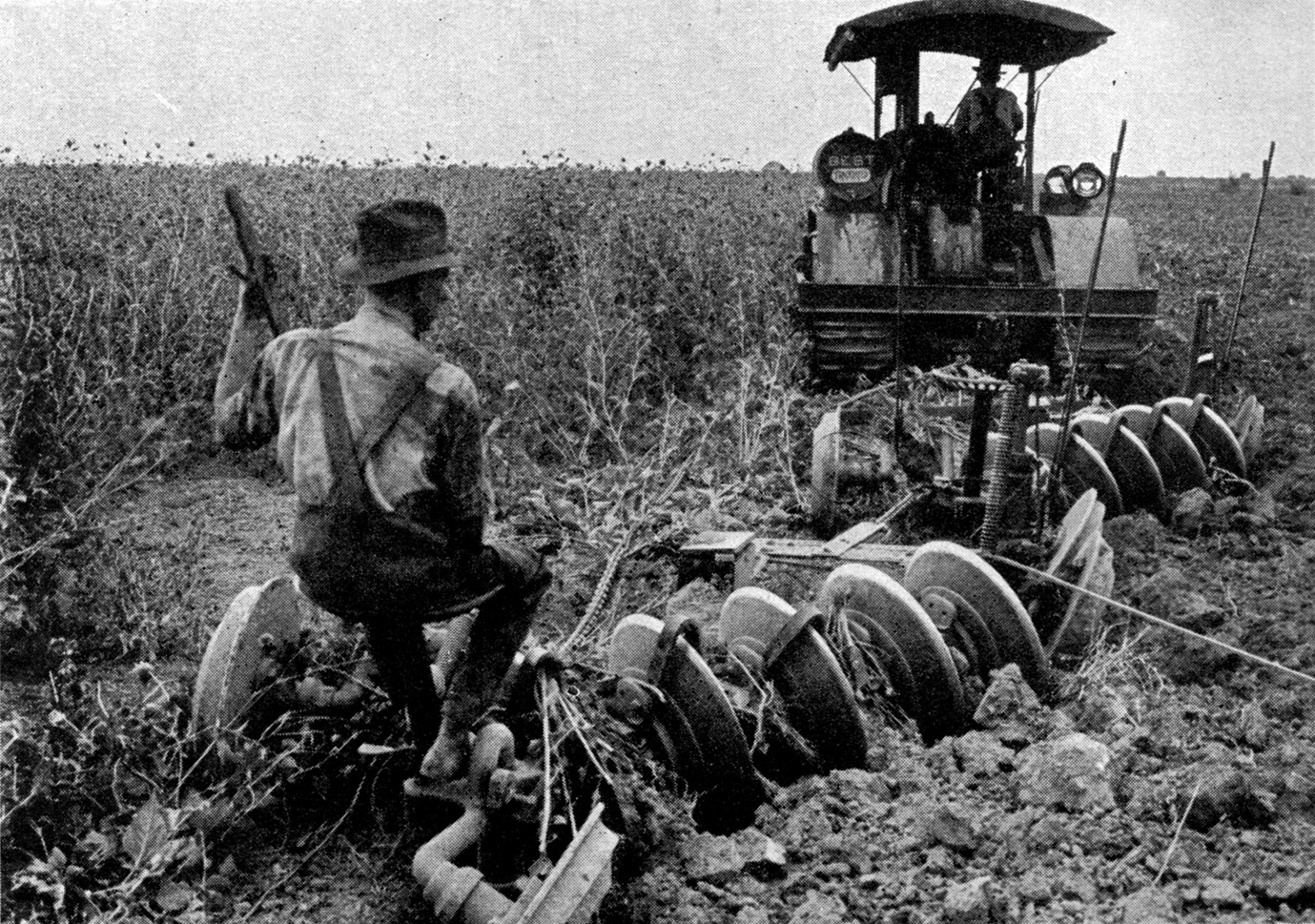
Foto dell'inizio del XX secolo di un trattore che ara un campo di erba medica.

Lo sviluppo agricolo in Gran Bretagna tra il XVI secolo e la metà del XIX secolo vide un massiccio aumento della produttività agricola e della produzione netta. Ciò a sua volta contribuì a una crescita demografica senza precedenti, liberando una percentuale significativa della forza lavoro e contribuendo così a consentire la rivoluzione industriale. Gli storici hanno citato la recinzione, la meccanizzazione, la rotazione delle colture su quattro campi e l'allevamento selettivo come le innovazioni più importanti.
L’agricoltura industriale è nata durante la rivoluzione industriale. All'inizio del XIX secolo, le tecniche agricole, gli attrezzi, le scorte di sementi e le cultivar erano migliorate a tal punto che la resa per unità di terra era molte volte superiore a quella vista nel Medioevo.
La prima fase prevedeva un continuo processo di meccanizzazione. Macchine trainate da cavalli come la mietitrice McCormick hanno rivoluzionato la raccolta, mentre invenzioni come la sgranatrice hanno ridotto i costi di lavorazione. Nello stesso periodo gli agricoltori iniziarono ad utilizzare trebbiatrici e trattori a vapore. Nel 1892 fu sviluppato con successo il primo trattore a benzina e nel 1923 il trattore International Harvester Farmall divenne il primo trattore multiuso, segnando un punto di svolta nella sostituzione degli animali da tiro con macchine. Furono quindi sviluppate mietitrici meccaniche (mietitrebbie), piantatrici, trapiantatrici e altre attrezzature, rivoluzionando ulteriormente l'agricoltura. Queste invenzioni aumentarono i rendimenti e consentirono ai singoli agricoltori di gestire aziende agricole sempre più grandi.
L’identificazione di azoto, fosforo e potassio (NPK) come fattori critici nella crescita delle piante ha portato alla produzione di fertilizzanti sintetici, aumentando ulteriormente i raccolti. Nel 1909 fu dimostrato per la prima volta il metodo Haber-Bosch per sintetizzare il nitrato di ammonio. I fertilizzanti NPK hanno stimolato le prime preoccupazioni sull’agricoltura industriale, a causa dei timori che comportassero effetti collaterali come la compattazione del suolo, l’erosione del suolo e il calo della fertilità generale del suolo, insieme a preoccupazioni per la salute relative alle sostanze chimiche tossiche che entrano nell’approvvigionamento alimentare.
La scoperta delle vitamine e del loro ruolo nella nutrizione, nei primi due decenni del XX secolo, portò alla realizzazione di integratori vitaminici, che negli anni '20 consentirono di allevare alcuni capi di bestiame al chiuso, riducendone l'esposizione ad elementi naturali avversi.
Dopo la seconda guerra mondiale l’uso di fertilizzanti sintetici aumentò rapidamente.
La scoperta di antibiotici e vaccini ha facilitato l’allevamento del bestiame riducendo le malattie. Gli sviluppi nella logistica e nella refrigerazione, nonché nella tecnologia di lavorazione, hanno reso possibile la distribuzione a lunga distanza. La gestione integrata dei parassiti è il metodo moderno per ridurre al minimo l’uso di pesticidi a livelli più sostenibili.
Ci sono preoccupazioni sulla sostenibilità dell’agricoltura industriale e sugli effetti ambientali di fertilizzanti e pesticidi, che hanno dato origine al movimento biologico (termine che si riferisce in generale alle organizzazioni e agli individui coinvolti in tutto il mondo nella promozione degli alimenti biologici) e hanno costruito un mercato per l’agricoltura intensiva sostenibile, nonché finanziamenti per lo sviluppo di tecnologie appropriate.

## Tecniche e tecnologie

### Bestiame

#### Intensificazione del pascolo
L’intensificazione del pascolo è il miglioramento dei terreni da pascolo e delle erbe per aumentare il potenziale di produzione alimentare dei sistemi zootecnici. Viene comunemente utilizzato per invertire il degrado dei pascoli, un processo caratterizzato dalla perdita di foraggio e dalla ridotta capacità di carico degli animali derivante dal pascolo eccessivo, dalla scarsa gestione dei nutrienti e dalla mancanza di conservazione del suolo. Questo degrado porta a terreni da pascolo poveri con diminuzione della fertilità e della disponibilità di acqua e aumento dei tassi di erosione, compattazione e acidificazione. I pascoli degradati hanno una produttività significativamente inferiore e un’impronta di carbonio più elevata rispetto ai pascoli intensivi.
Le pratiche di gestione che migliorano la salute del suolo e di conseguenza la produttività dell’erba comprendono l’irrigazione, la scarificazione del suolo e l’applicazione di calce, fertilizzanti e pesticidi. A seconda degli obiettivi di produttività del sistema agricolo target, possono essere intrapresi progetti di ripristino più coinvolti per sostituire le erbe invasive e sottoproduttive con specie erbacee che si adattano meglio alle condizioni pedoclimatiche della regione. Questi sistemi di erba intensificati consentono tassi di allevamento più elevati con un aumento di peso degli animali più rapido e tempi ridotti per la macellazione, con il risultato di sistemi di allevamento più produttivi ed efficienti in termini di carbonio.
Un'altra tecnica per ottimizzare la resa mantenendo il bilancio del carbonio è l’uso di sistemi integrati coltura-allevamento (integrated crop-livestock - ICL) e coltura-allevamento-selvicoltura (crop-livestock-forestry - ICLF), che combinano diversi ecosistemi in un unico quadro agricolo ottimizzato. Se eseguiti correttamente, tali sistemi di produzione sono in grado di creare sinergie che potenzialmente apportano benefici ai pascoli attraverso l'utilizzo ottimale delle piante, tassi di alimentazione e ingrasso migliorati, maggiore fertilità e qualità del suolo, ciclo intensificato dei nutrienti, controllo integrato dei parassiti e miglioramento della biodiversità. L'introduzione di alcune colture di leguminose nei pascoli può aumentare l'accumulo di carbonio e la fissazione dell'azoto nel suolo, mentre la loro digeribilità aiuta l'ingrasso degli animali e riduce le emissioni di metano derivanti dalla fermentazione enterica. I sistemi ICLF producono una produttività dei bovini da carne fino a dieci volte superiore a quella dei pascoli degradati; produzione agricola aggiuntiva derivante dai raccolti di mais, sorgo e soia; e un bilancio dei gas serra notevolmente ridotto a causa del sequestro del carbonio da parte delle foreste.
Nel programma di pascolo del 12 aprile per la produzione lattiero-casearia, sviluppato dall'USDA - SARE (Sustainable Agriculture Research and Education), i raccolti foraggeri per le mandrie da latte vengono piantati in un pascolo perenne.

#### Pascolo rotazionale

Pascolo a rotazione di bovini e ovini nel Missouri con pascolo suddiviso in paddock (nell'inglese australiano e neozelandese, qualsiasi campo agricolo può essere chiamato con questo termine), ciascuno pascolato a turno per un breve periodo e poi riposato.

Il pascolo rotazionale è una varietà di foraggiamento in cui mandrie o greggi vengono spostati regolarmente e sistematicamente in aree di pascolo fresche e riposate (a volte chiamate paddock) per massimizzare la qualità e la quantità della crescita del foraggio. Può essere utilizzato con bovini, pecore, capre, maiali, polli, tacchini, anatre e altri animali. Le mandrie pascolano su una porzione di pascolo, o paddock, lasciando che le altre si riprendano. Il riposo dei terreni pascolati consente alla vegetazione di rinnovare le riserve energetiche, ricostruire i sistemi di germogli e approfondire i sistemi di radici, con conseguente massima produzione di biomassa a lungo termine. I soli sistemi di pascolo possono consentire ai pascolatori di soddisfare il proprio fabbisogno energetico, ma il pascolo a rotazione è particolarmente efficace perché i pascolatori prosperano sugli steli più teneri delle piante più giovani. Anche i parassiti vengono lasciati a morire, riducendo al minimo o eliminando la necessità di sverminatori. Con l’aumento della produttività dei sistemi a rotazione, gli animali potrebbero aver bisogno di meno mangime supplementare rispetto ai sistemi di pascolo continuo. Gli agricoltori possono quindi aumentare i tassi di densità.

#### Operazioni di alimentazione animale concentrate

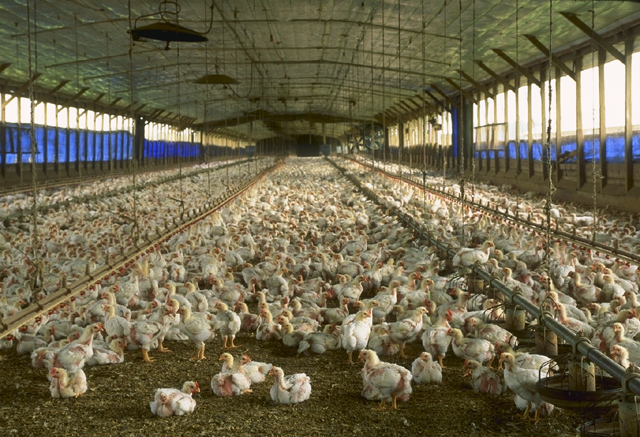
Un pollaio intensivo commerciale.

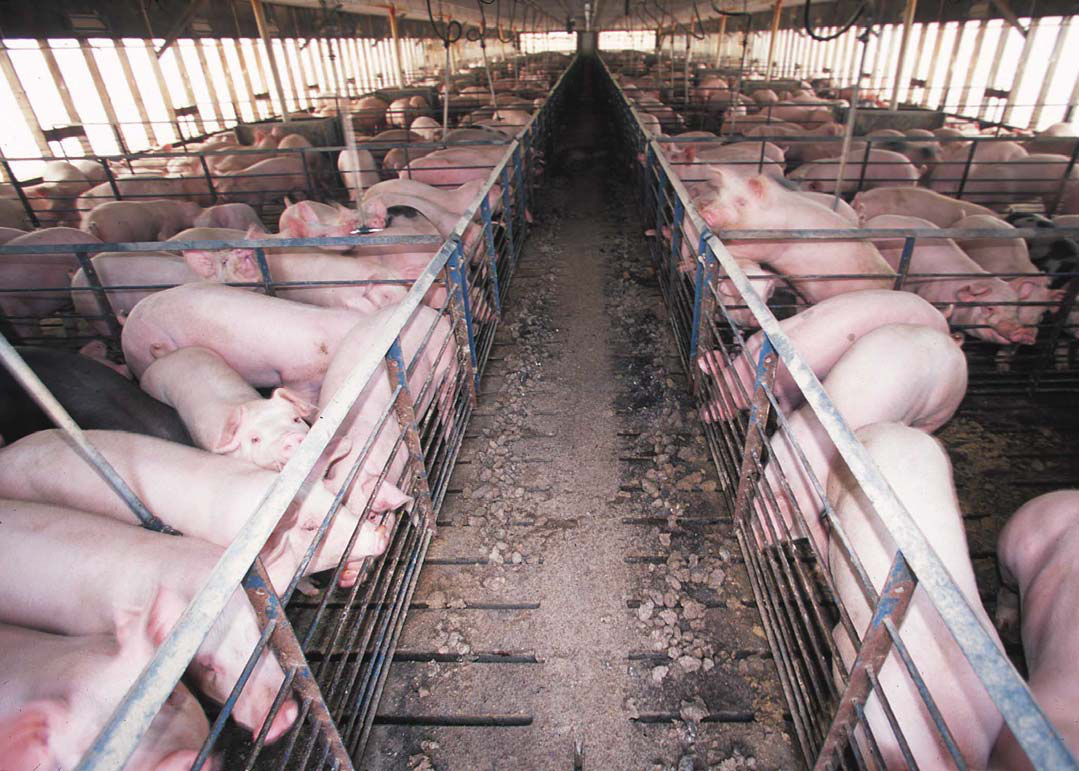
Suini allevati intensivamente.

L'allevamento intensivo è il processo di allevamento del bestiame in reclusione ad alta densità di bestiame. Le "operazioni concentrate di alimentazione animale" (CAFO - Concentrated animal feeding operations), o "operazioni di allevamento intensivo", possono contenere un gran numero (alcuni fino a centinaia di migliaia) di mucche, maiali, tacchini, o polli, spesso all'interno di una struttura. L'essenza di tali fattorie è la concentrazione del bestiame in un dato spazio. L'obiettivo è fornire la massima produzione al minor costo possibile e con il massimo livello di sicurezza alimentare. Il termine è spesso usato in senso peggiorativo. I CAFO hanno aumentato notevolmente la produzione di cibo derivante dall’allevamento di animali in tutto il mondo, sia in termini di cibo totale prodotto che di efficienza.
Cibo e acqua vengono forniti agli animali e spesso viene utilizzato l'uso terapeutico di agenti antimicrobici, integratori vitaminici e ormoni della crescita. Gli ormoni della crescita non vengono utilizzati sui polli né su alcun animale nell'Unione Europea. Comportamenti indesiderati spesso legati allo stress della reclusione hanno portato alla ricerca di razze docili (per esempio, con comportamenti dominanti naturali allevati), restrizioni fisiche per interrompere l'interazione, come gabbie individuali, o modifiche fisiche come lo sbeccamento dei polli per ridurre il danno del combattimento tra i vari esemplari.
La designazione CAFO deriva dalla legge federale statunitense Clean Water Act del 1972, emanata per proteggere e ripristinare laghi e fiumi a una qualità "pescabile e balneabile". L'Agenzia per la protezione dell'ambiente degli Stati Uniti ha identificato alcune operazioni di alimentazione degli animali, insieme a molti altri tipi di industria, come principali inquinatori delle acque sotterranee. Queste operazioni erano soggette a regolamentazione.
In 17 stati degli Stati Uniti, casi isolati di contaminazione delle acque sotterranee sono stati collegati ai CAFO. Il governo federale degli Stati Uniti riconosce il problema dello smaltimento dei rifiuti e richiede che i rifiuti animali siano immagazzinati nelle lagune. Esse possono raggiungere una superficie di 7,5 acri (30.000 m2). Le lagune non protette con un rivestimento impermeabile possono penetrare nelle acque sotterranee in alcune condizioni, così come il deflusso del letame utilizzato come fertilizzante. Una laguna scoppiata nel 1995 ha rilasciato 25 milioni di galloni di fanghi nitrosi nel New River della Carolina del Nord. La fuoriuscita avrebbe ucciso da otto a dieci milioni di pesci.
La grande concentrazione di animali, rifiuti animali ed esemplari morti in un piccolo spazio pone problemi etici ad alcuni consumatori. Gli attivisti per i diritti e il benessere degli animali hanno accusato l'allevamento intensivo di essere un trattamento crudele.

### Colture
La Rivoluzione Verde ha trasformato l’agricoltura in molti paesi in via di sviluppo. Ha diffuso tecnologie che già esistevano, ma non erano state ampiamente utilizzate al di fuori dei paesi industrializzati. Queste tecnologie includevano “semi miracolosi”, pesticidi, irrigazione e fertilizzanti azotati sintetici.

#### Semi
Negli anni '70, gli scienziati crearono varietà ad alto rendimento di mais, grano e riso. Questi hanno un maggiore potenziale di assorbimento dell'azoto rispetto ad altre varietà. Poiché i cereali che assorbivano azoto extra normalmente si depositavano (cadevano) prima del raccolto, nei loro genomi venivano inseriti geni semi-nanizzanti. Il grano Norin 10, una varietà sviluppata da Orville Vogel da varietà di grano nano giapponese, è stato determinante nello sviluppo di cultivar di grano. IR8, il primo riso ad alto rendimento ampiamente utilizzato sviluppato dall'International Rice Research Institute, è stato creato attraverso un incrocio tra una varietà indonesiana denominata "Peta" e una varietà cinese denominata "Dee Geo Woo Gen".
Con la disponibilità della genetica molecolare nell'Arabidopsis e nel riso, i geni mutanti responsabili (altezza ridotta (rht), insensibile alla gibberellina (gai1) e riso snello (slender rice - slr1)) sono stati clonati e identificati come componenti della segnalazione cellulare dell'acido gibberellico, un fitormone coinvolto nella regolazione della crescita dello stelo attraverso il suo effetto sulla divisione cellulare. L’investimento della fotosintetica nello stelo si riduce drasticamente nelle piante più basse e i nutrienti vengono reindirizzati alla produzione di cereali, amplificando in particolare l’effetto di resa dei fertilizzanti chimici.
Le varietà ad alto rendimento hanno sovra-performato molte volte le varietà tradizionali e hanno risposto meglio all’aggiunta di irrigazione, pesticidi e fertilizzanti. L'eterosi viene utilizzata in molte colture importanti per aumentare notevolmente i rendimenti per gli agricoltori. Tuttavia, il vantaggio viene perso per la progenie degli ibridi F1, il che significa che i semi per le colture annuali devono essere acquistati ogni stagione, aumentando così costi e profitti per gli agricoltori.

#### Rotazione delle colture
La rotazione delle colture o il sequenziamento delle colture è la pratica di coltivare una serie di tipi diversi di colture nello stesso spazio in stagioni sequenziali per vantaggi come evitare l'accumulo di agenti patogeni e parassiti che si verifica quando una specie viene continuamente ritagliata. La rotazione delle colture cerca anche di bilanciare le richieste di nutrienti delle varie colture per evitare l’esaurimento dei nutrienti del suolo. Una componente tradizionale della rotazione colturale è il reintegro di azoto attraverso l'utilizzo di leguminose e sovescio in sequenza con cereali e altre colture. La rotazione delle colture può anche migliorare la struttura del suolo e la fertilità alternando piante con radici profonde e piante con radici superficiali. Una tecnica correlata consiste nel piantare colture di copertura multispecie tra le colture commerciali. Questo combina i vantaggi dell'agricoltura intensiva con la copertura continua e la policoltura.

#### Irrigazione

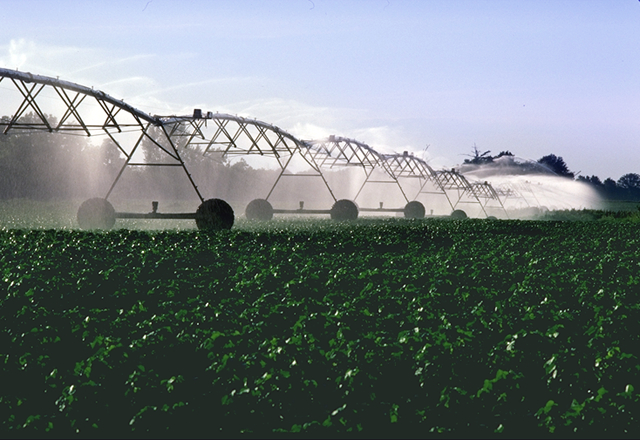
Irrigazione dall'alto, design a perno centrale.

L’irrigazione delle colture rappresenta il 70% del consumo mondiale di acqua dolce. L'irrigazione per sommersione, il tipo più antico e più comune, è generalmente distribuita in modo non uniforme, poiché parti di un campo possono ricevere acqua in eccesso per fornire quantità sufficienti ad altre parti. L'irrigazione dall'alto, utilizzando irrigatori a perno centrale o a movimento laterale, offre uno schema di distribuzione molto più equo e controllato. L’irrigazione a goccia è il tipo più costoso e meno utilizzato, ma fornisce acqua alle radici delle piante con perdite minime.
Le misure di gestione dei bacini idrografici comprendono pozzi di ricarica, che catturano l’acqua piovana e il deflusso e la utilizzano per ricaricare le riserve di acqua sotterranea. Ciò aiuta nel rifornimento dei pozzi delle falde acquifere e, infine, riduce l'erosione del suolo. I fiumi arginati che creano serbatoi immagazzinano acqua per l'irrigazione e altri usi su vaste aree. Le aree più piccole a volte utilizzano stagni per l'irrigazione o acque sotterranee.

#### Controllo delle infestanti
In agricoltura è solitamente necessaria la gestione sistematica delle infestanti, spesso eseguita da macchine come coltivatori o spruzzatori di erbicidi liquidi. Gli erbicidi uccidono obiettivi specifici lasciando il raccolto relativamente illeso. Alcuni di questi agiscono interferendo con la crescita delle erbe infestanti e spesso sono a base di ormoni vegetali. Il controllo delle infestanti tramite erbicida diventa più difficile quando le infestanti diventano resistenti all'erbicida. Le soluzioni includono:
- Colture di copertura (soprattutto quelle con proprietà allelopatiche) che superano le erbe infestanti o ne inibiscono la rigenerazione
- Erbicidi multipli, in combinazione o in rotazione
- Ceppi geneticamente modificati per la tolleranza agli erbicidi
- Ceppi adattati localmente che tollerano o superano le erbe infestanti
- Lavorazione
- Copertura del terreno come pacciame o plastica
- Rimozione manuale
- Falciatura
- Pascolo
- Bruciatura

#### Terrazzamenti

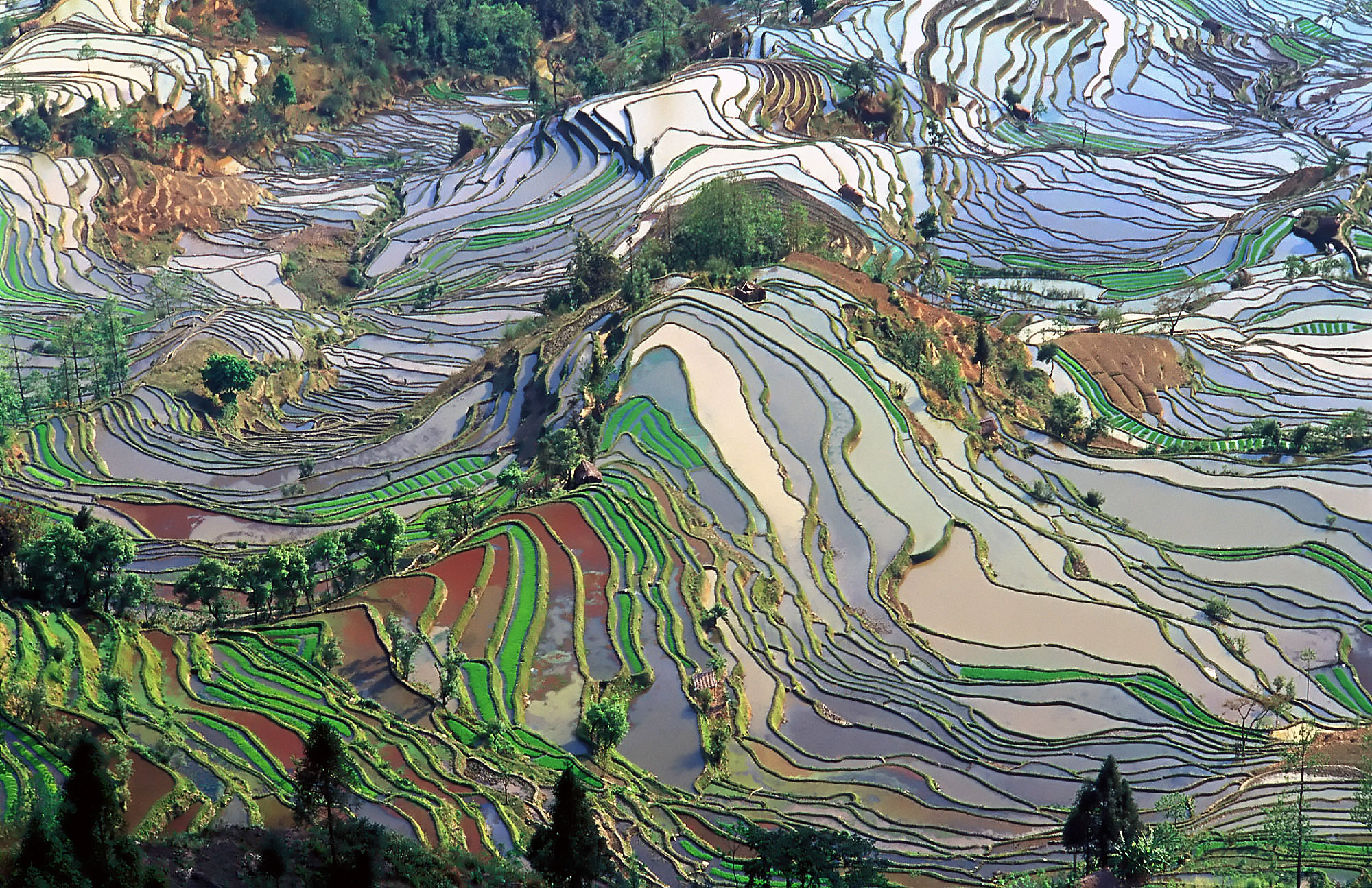
Risaie a terrazzamento nella provincia dello Yunnan, Cina.

In agricoltura, un terrazzamento è una sezione livellata di un'area coltivata collinare, progettata come metodo di conservazione del suolo per rallentare o impedire il rapido deflusso superficiale dell'acqua di irrigazione. Spesso tale terreno è formato da più terrazzamenti, conferendogli un aspetto a gradoni. I paesaggi umani della coltivazione del riso in terrazzamenti che seguono i contorni naturali delle scarpate, come l'aratura di contorno, sono una caratteristica classica dell'isola di Bali e dei terrazzamenti di riso di Banaue a Banaue, Ifugao, Filippine. In Perù, gli Inca sfruttarono pendii altrimenti inutilizzabili costruendo muri a secco per creare terrazzamenti conosciuti come Andéns.

#### Risaie
Una risaia è un appezzamento allagato di terreno arabile utilizzato per la coltivazione del riso e di altre colture semiacquatiche. Le risaie sono una caratteristica tipica dei paesi produttori di riso dell'Asia orientale e sud-orientale, tra cui Malesia, Cina, Sri Lanka, Myanmar, Thailandia, Corea, Giappone, Vietnam, Taiwan, Indonesia, India e Filippine. Si trovano anche in altre regioni produttrici di riso come il Piemonte (Italia), la Camargue (Francia) e la Valle dell'Artibonite (Haiti). Possono trovarsi naturalmente lungo fiumi o paludi oppure possono essere costruiti anche sui pendii. Richiedono grandi quantità d'acqua per l'irrigazione, in gran parte derivante dalle inondazioni. Fornisce un ambiente favorevole al ceppo di riso coltivato ed è ostile a molte specie di erbe infestanti. Essendo l'unica specie animale da lavoro che si trova a proprio agio nelle zone umide, il bufalo indiano è ampiamente utilizzato nelle risaie asiatiche.
Uno sviluppo recente nella produzione intensiva di riso è il sistema di intensificazione del riso. Sviluppato nel 1983 dal gesuita francese padre Henri de Laulanié in Madagascar, nel 2013 il numero di piccoli agricoltori che utilizzavano il sistema era cresciuto fino a raggiungere i 4-5 milioni.

### Acquacoltura
L'acquacoltura è la coltivazione dei prodotti naturali dell'acqua (pesci, molluschi, alghe e altri organismi acquatici). L'acquacoltura intensiva si svolge sulla terra utilizzando vasche, stagni o altri sistemi controllati, oppure nell'oceano, utilizzando gabbie.

### Sostenibilità
Sono state sviluppate pratiche agricole intensive ritenute sostenibili per rallentare il deterioramento dei terreni agricoli e persino rigenerare la salute del suolo e i servizi ecosistemici. Questi sviluppi possono rientrare nella categoria dell’agricoltura biologica o nell’integrazione dell’agricoltura biologica e convenzionale.
La coltivazione a pascolo prevede la semina di cereali direttamente nei prati senza prima applicare erbicidi. Le erbe perenni formano un sottobosco vivente di pacciame per il raccolto di grano, eliminando la necessità di piantare colture di copertura dopo il raccolto. Il pascolo viene pascolato intensamente sia prima che dopo la produzione di grano. Questo sistema intensivo produce profitti equivalenti agli agricoltori (in parte derivanti dall'aumento del foraggio per il bestiame) costruendo al contempo nuovo terriccio e sequestrando fino a 33 tonnellate di CO2/ha/anno.
L’agricoltura biointensiva si concentra sulla massimizzazione dell’efficienza in termini di unità di superficie, input energetico e input idrico.
L’agroforestazione combina le tecnologie agricole e forestali per creare sistemi di utilizzo del territorio più integrati, diversificati, produttivi, redditizi, sani e sostenibili.
La consociazione può aumentare i rendimenti o ridurre gli input e quindi rappresenta un’intensificazione agricola (potenzialmente sostenibile). Tuttavia, mentre la resa totale per acro viene spesso aumentata, la resa di ogni singolo raccolto spesso diminuisce. Ci sono anche sfide per gli agricoltori che fanno affidamento su attrezzature agricole ottimizzate per la monocoltura, che spesso si traducono in un aumento degli input di manodopera.
L’agricoltura verticale è una produzione agricola intensiva su larga scala nei centri urbani, in strutture a più piani, illuminate artificialmente, per la produzione di alimenti a basso contenuto calorico come erbe aromatiche, microgreens (piante commestibili di non più di 15-20 giorni di vita) e lattuga.
Un sistema agricolo integrato è un sistema agricolo progressivo e sostenibile come l’agricoltura a rifiuti zero o l’acquacoltura multitrofica integrata, che prevede l’interazione di più specie. Gli elementi di questa integrazione possono includere:
- Introdurre intenzionalmente piante da fiore negli ecosistemi agricoli per aumentare le risorse di polline e nettare richieste dai nemici naturali degli insetti nocivi[56]
- Utilizzo della rotazione delle colture e delle colture di copertura per sopprimere i nematodi nelle patate[57]
- L’acquacoltura multitrofica integrata è una pratica in cui i sottoprodotti (rifiuti) di una specie vengono riciclati per diventare input (fertilizzanti, cibo) per un'altra.

La gestione olistica è stata originariamente sviluppata per invertire la desertificazione. Il pascolo olistico pianificato è simile al pascolo rotazionale ma accentua i quattro principi del ciclo dell'acqua, dei cicli minerali (incluso il ciclo del carbonio), del flusso energetico e dell'ecologia.

## Criticità

### Impatto ambientale
L’agricoltura industriale utilizza enormi quantità di acqua, energia, e prodotti chimici industriali, aumentando l’inquinamento dei terreni coltivabili, dell’acqua utilizzabile e dell’atmosfera. Erbicidi, insetticidi e fertilizzanti si accumulano nelle acque sotterranee e superficiali. Le pratiche agricole industriali sono uno dei principali motori del riscaldamento globale, rappresentando il 14-28% delle emissioni nette di gas serra.
Molti degli effetti negativi dell’agricoltura industriale possono emergere a una certa distanza dai campi e dalle aziende agricole. I composti di azoto provenienti dal Midwest, ad esempio, viaggiano lungo il Mississippi per degradare la pesca costiera nel Golfo del Messico, causando le cosiddette zone morte oceaniche.
Molte specie animali e vegetali selvatiche si sono estinte su scala regionale o nazionale e il funzionamento degli ecosistemi agricoli è stato profondamente alterato. L’intensificazione dell’agricoltura comprende una serie di fattori, tra cui la perdita di elementi del paesaggio, l’aumento delle dimensioni delle aziende agricole e dei campi e l’aumento dell’uso di insetticidi ed erbicidi. La diffusione su larga scala di insetticidi ed erbicidi porta al rapido sviluppo di una resistenza tra i parassiti che rende gli erbicidi e gli insetticidi sempre più inefficaci.
L’agricoltura intensiva crea condizioni per la crescita e la trasmissione dei parassiti che sono molto diverse da quelle che i parassiti incontrano nelle popolazioni ospiti naturali, alterando potenzialmente la selezione su una varietà di tratti come i tratti della storia della vita e la virulenza. Alcune recenti epidemie hanno evidenziato l’associazione con pratiche agricole intensive. Ad esempio, il virus dell’anemia infettiva del salmone (ISA) sta causando notevoli perdite economiche agli allevamenti di salmone. Il virus ISA è un orthomyxovirus con due cladi distinti, uno europeo e uno nordamericano, divergenti prima del 1900 (Krossøy e altri, 2001). Questa divergenza suggerisce che una forma ancestrale del virus era presente nei salmonidi selvatici prima dell'introduzione dei salmonidi allevati in gabbia.
La monocoltura intensiva aumenta il rischio di fallimenti dovuti a parassiti, condizioni meteorologiche avverse e malattie.

### Impatto sociale
Uno studio per l'Office of Technology Assessment degli Stati Uniti ha concluso che per quanto riguarda l'agricoltura industriale esiste una "relazione negativa tra la tendenza all'aumento delle dimensioni delle aziende agricole e le condizioni sociali nelle comunità rurali" a "livello statistico". La monocoltura agricola può comportare rischi sociali ed economici.